# Diocesi di Sunyani
La diocesi di Sunyani (in latino Dioecesis Sunyaniensis) è una sede della Chiesa cattolica in Ghana suffraganea dell'arcidiocesi di Kumasi. Nel 2022 contava 203.338 battezzati su 1.208.649 abitanti. È retta dal vescovo Matthew Kwasi Gyamfi.

## Territorio
La diocesi comprende i seguenti distretti della regione di Brong-Ahafo in Ghana: Sunyani, Berekum, Dormaa, Tain, Jaman Sud, Jaman Nord e Wenchi.
Sede vescovile è la città di Sunyani, dove si trova la cattedrale di Cristo Re.
Il territorio è suddiviso in 54 parrocchie.

## Storia
La diocesi è stata eretta il 1º marzo 1973 con la bolla Africa tellus di papa Paolo VI, ricavandone il territorio dalla diocesi di Kumasi (oggi arcidiocesi).
Il 3 marzo 1995 ha ceduto una porzione del suo territorio a vantaggio dell'erezione della diocesi di Konongo-Mampong.
Il 24 ottobre 1997 ha ceduto un'altra porzione di territorio a vantaggio dell'erezione della diocesi di Goaso.
Inizialmente suffraganea di Cape Coast, il 22 dicembre 2001 in seguito all'elevazione di Kumasi ad arcidiocesi metropolitana ne è divenuta suffraganea.
Il 28 dicembre 2007 ha ceduto un'ulteriore porzione di territorio a vantaggio dell'erezione della diocesi di Techiman.

## Cronotassi dei vescovi
Si omettono i periodi di sede vacante non superiori ai 2 anni o non storicamente accertati.
- James Kwadwo Owusu † (1º marzo 1973 - 28 dicembre 2001 deceduto)
- Matthew Kwasi Gyamfi, dal 14 aprile 2003

## Statistiche
La diocesi nel 2022 su una popolazione di 1.208.649 persone contava 203.338 battezzati, corrispondenti al 16,8% del totale.
| anno | popolazione | popolazione | popolazione | presbiteri | presbiteri | presbiteri | presbiteri                | diaconi | religiosi | religiosi | parrocchie |
| anno | battezzati  | totale      | %           | numero     | secolari   | regolari   | battezzati per presbitero | diaconi | uomini    | donne     | parrocchie |
| ---- | ----------- | ----------- | ----------- | ---------- | ---------- | ---------- | ------------------------- | ------- | --------- | --------- | ---------- |
| 1980 | 119.635     | 950.000     | 12,6        | 34         | 7          | 27         | 3.518                     |         | 30        | 34        | 13         |
| 1990 | 165.777     | 1.268.000   | 13,1        | 48         | 28         | 20         | 3.453                     |         | 27        | 80        | 20         |
| 1999 | 135.203     | 1.600.000   | 8,5         | 60         | 44         | 16         | 2.253                     |         | 25        | 60        | 22         |
| 2000 | 144.905     | 1.603.000   | 9,0         | 53         | 41         | 12         | 2.734                     |         | 24        | 62        | 22         |
| 2001 | 156.481     | 1.603.000   | 9,8         | 55         | 44         | 11         | 2.845                     |         | 19        | 55        | 22         |
| 2002 | 144.905     | 1.609.000   | 9,0         | 63         | 51         | 12         | 2.300                     |         | 13        | 59        | 24         |
| 2003 | 175.624     | 1.987.000   | 8,8         | 72         | 59         | 13         | 2.439                     |         | 23        | 54        | 27         |
| 2004 | 177.381     | 1.995.893   | 8,9         | 60         | 46         | 14         | 2.956                     |         | 23        | 59        | 31         |
| 2007 | 122.584     | 737.657     | 16,6        | 65         | 56         | 9          | 1.885                     |         | 7         | 54        | 27         |
| 2010 | 160.050     | 926.647     | 17,3        | 53         | 42         | 11         | 3.019                     |         | 46        | 69        | 33         |
| 2014 | 174.938     | 989.162     | 17,7        | 75         | 61         | 14         | 2.332                     |         | 58        | 77        | 35         |
| 2017 | 187.983     | 1.062.621   | 17,7        | 87         | 74         | 13         | 2.160                     |         | 58        | 84        | 40         |
| 2020 | 199.498     | 1.107.130   | 18,0        | 102        | 84         | 18         | 1.955                     |         | 66        | 95        | 53         |
| 2022 | 203.338     | 1.208.649   | 16,8        | 108        | 90         | 18         | 1.882                     |         | 69        | 102       | 54         |